# 鄭國柱
鄭國柱（1556年—？），字藎臣，號念塘，貴州鎮遠府鎮遠縣民籍，江西撫州府金谿縣人，明朝政治人物。

## 生平
萬曆四年丙子科貴州鄉試第九名，萬曆八年（1580年）庚辰科會試第二百名，登三甲第二百四十二名進士。吏部觀政，十二年授户部主事，给假。十五年复除兵部，十六年升员外郎，二十年官兵部郎中，养病，卒。

## 家族
曾祖鄭厚榮；祖父鄭錦衣；父鄭瀾；生父鄭显，县丞。母曹氏。